# Norton ConnectSafe
Norton ConnectSafe, también conocido como Norton DNS, fue un servicio DNS público y gratuito ofrecido por Symantec Corporation que pretendía ofrecer una experiencia de navegación web más rápida y confiable con características de seguridad básicas integradas.

## Historia
El servicio fue abierto al público en junio de 2010. Symantec esperaba mantener el servicio de forma gratuita. Symantec anunció en su sitio oficial que el servicio dejará de estar disponible desde el 15 de noviembre de 2018 debido a un cambio en el enfoque de negocios e inversión de la empresa.

## Funcionalidad
Los usuarios podían activar Norton ConnectSafe mediante el establecimiento de sus direcciones de servidor DNS en los servidores de Norton ConnectSafe. El software de cliente para Windows y Mac OS X también estuvo disponible para que puedan configurar automáticamente estos valores. Un cliente similar estuvo disponible para teléfonos móviles Android a través de Android Market.
Las consultas DNS enrutadas a través de Norton ConnectSafe se comprobaban con la base de datos de Norton Safe Web para asegurarse de que no apuntaran a sitios Web maliciosos. Symantec buscaba bloquear el malware y los intentos de phishing. Norton ConnectSafe también interceptaba los nombres de dominio mal escritos y ofrecía sugerencias o visualización de publicidad.
Norton ConnectSafe dispuso de distintos servidores DNS según la política de protección deseada por el usuario. Los servidores DNS y políticas de protección disponibles para usuarios domésticos fueron los siguientes:

## Direcciones IPv4
Política A - Seguridad: Esta política bloqueaba todos los sitios de alojamiento de malware, sitios de phishing y sitios de estafa. 
Para elegir Política A, se utilizaba las siguientes direcciones IP como direcciones de servidor DNS preferidos y alternativos:
- 199.85.126.10
- 199.85.127.10

Política B - Seguridad + Pornografía: Además de bloquear los sitios no seguros, esta política también bloqueaba el acceso a sitios que contengan material sexualmente explícito. Para elegir Política B, se utilizaba las siguientes direcciones IP como direcciones de servidor DNS preferidos y alternativos:
- 199.85.126.20
- 199.85.127.20

Política C - Seguridad + Pornografía + No toda la familia: Esta política es ideal para familias con niños pequeños. Además de bloquear los sitios no seguros y sitios de pornografía, esta política también bloqueaba el acceso a sitios que ofrecen contenido para adultos, el aborto, el alcohol, la delincuencia, las sectas, drogas, juegos de azar, el odio, la orientación sexual, el suicidio, el tabaco, o la violencia. Para elegir Política C, se utilizaba las siguientes direcciones IP como direcciones de servidor DNS preferidos y alternativos
- 199.85.126.30
- 199.85.127.30